# Dotalsystem
Dotalsystem ist ein Begriff aus dem Familien-, dort aus dem Güterrecht. Er bezeichnet einen bis zum Beginn des 20. Jahrhunderts in Deutschland verbreiteten ehelichen Güterstand. Mit dem Inkrafttreten des 
Bürgerlichen Gesetzbuch (BGB) im Jahre 1900 verschwanden die zahlreichen regional und inhaltlich unterschiedlichen Güterrechte, darunter auch das Dotalsystem.
Das Dotalsystem hatte bis dahin für etwa drei Mio. Einwohner in Westfalen, Pommern, Hannover, Mecklenburg, Braunschweig, Kurhessen und Teilen von Bayern gegolten. Es war aus dem römischen Recht übernommen worden. Bei diesem System lag eine Art treuhänderischer Übertragung eines Vermögens der Frau an den Mann vor. Mit der Eheschließung erhielt der Mann die Mitgift der Ehefrau zur Verwaltung übertragen und durfte mit Einschränkungen darüber verfügen. Erträge aus der Mitgift flossen in die Bestreitung des ehelichen Aufwandes. 
Bei einer Scheidung musste die Mitgift zurückerstattet werden. 
Im BGB war kein dem Dotalsystem entsprechender Wahlgüterstand vorgesehen. 